# International Superstar Soccer 98
International Superstar Soccer 98 (oficialmente abreviado como ISS 98 y conocido como Jikkyou World Soccer: World Cup France '98 en Japón) es un videojuego de futbol desarrollado por Konami Computer Entertainment Osaka que fue lanzado exclusivamente para la Nintendo 64. Fue lanzado al mismo tiempo como Internacional Superstar Soccer Pro 98, desarrollado por Konami Computer Entertainment Tokyo (KCET) para la Playstation.
A pesar de que el juego carecía de una licencia FIFPro, se presentó el delantero italiano Fabrizio Ravanelli junto con el portero alemán Andreas Koepke (en la versión alemana) y Paul Ince (en la versión británica) en la portada. La portada de la versión Norteamericana destacaba al jugador colombiano Carlos Valderrama y también el uso de la licencia de Reebok para el uso de sus logos en adboards y el uniforme de la Selección Chilena.

## Contenido
Debido a la fecha de lanzamiento, el juego se centra en la Copa Mundial de la FIFA 1998 y se incluye cada equipo calificado y más. Cada equipo que participó en la Copa del Mundo tiene sus uniformes de Casa y Visita completamente licenciados. En la versión Europea, los escuadrones están en conformidad con los uniformes de la Copa Mundial de la FIFA 1998. Los equipos que no calificaron tienen alineaciones de las clasificaciones (en la versión de América del Norte, todos los equipos tienen alineaciones de los partidos de clasificación). Sin embargo, los nombres de los jugadores están mal escritos, debido a la falta de una licencia FIFPro, aunque tienen sus números reales, aspecto, edad, altura, peso y capacidades. En la versión Europea, el juego tiene más patrocinadores además de Reebok, tales como Apple y Continental AG, que aparecen en adboards.
La versión japonesa tuvo una licencia oficial de la Copa del Mundo con nombres y equipos licenciados, aunque estilizada con texto en japonés.

## Modos de juego
International Superstar Soccer 98 contó con 6 modos de juego diferentes:
- Partido: un partido amistoso contra el ordenador u otro jugador con opciones de estadio, el clima y la hora del día, así como desventajas en el partido (condición en jugadores, fuerza del portero y el número de jugadores en el campo, de 7 a 11). También fue posible observar partidos CPU vs CPU.
- Copa Internacional: Este modo es donde el jugador selecciona un equipo de una región e intenta llegar al equipo a la International Cup 98, empezando desde la perspectiva de clasificación en regiones.
- Liga mundial: 48 equipos internacionales participan en un torneo de partidos ida y vuelta.
- Escenario: 16 situaciones en donde el jugador se coloca en un partido en progreso. Dependiendo de la dificultad, el jugador debe asegurar una victoria (en partidos fáciles), o ganar un partido desempatando o ganando el partido (en niveles de dificultad más altos).
- Modo Penales: Dos equipos toman una serie de penales de 5 para ganar. En caso de empate, se irán a muerte súbita.
- Entrenamiento: Práctica de tiros libres, saques de esquina, a la defensiva y jugar con un equipo seleccionado. El jugador también puede practicar libremente en todo el campo sin un equipo contrario.

## Equipos
52 selecciones nacionales están disponibles en el juego, en adición de seis equipos All-Star, solo accesibles por códigos o trucos.
| EUROPA - Alemania - Francia - Italia - Suiza - Austria - Noruega - Suecia - Dinamarca - Inglaterra - Escocia - Gales - Irlanda del Norte - Irlanda - España - Portugal - Países Bajos - Bélgica - Yugoslavia - Croacia - Rumania - Bulgaria - Rusia - Grecia - Turquía | AMERICAS - Brasil - Argentina - Colombia - Uruguay - Paraguay - Bolivia - Chile - Perú - Estados Unidos - Canadá - México - Jamaica | ÁFRICA - Camerún - Nigeria - Sudáfrica - Túnez - Marruecos - Egipto - Liberia - Ghana | ASIA/OCEANIA - Japón - Corea del Sur - Arabia Saudita - Emiratos Árabes Unidos - Irán - Australia - Uzbekistán - Kazajistán |

- Datos: Q2398156